# Renee Baughman
Renee Baughman (...) è un'attrice e ballerina statunitense.
Ha debuttato a Broadway nel 1970, nella produzione originale del musical Applause con Lauren Bacall. Nel 1973 torna a recitare a Broadway nel musical Smith e nel 1974 è nella produzione dell'Off Broadway del musical Music! Music!. Sempre nel 1974 prende parte al primo workshop del musical A Chorus Line, a cui segue un altro workshop nel 1975, la produzione originale dell'Off Broadway (1975), di Broadway (1975) e il tour statunitense (1976).
Nel 1994 si è trasferita a St. Louis ed è diventata una sales manager. Nel 2015 sì è esibita di nuovo in un numero di A Chorus Line con il cast originale per celebrare il quarantesimo anniversario del musical al Public Theatre di New York.